# روزن ورودی
در بالای در ورودی معدوی از خانه‌ها یک روزن به صورت مشبک و گاهی اوقات بدون یک شبکه محافظ تعبیه می‌کردند. عوامل متعددی موجب در نظر گرفتن این روزن می‌شد. در بعضی از بناهایی که دارای بافت مرکزی و درونگرا بودند و از سقف هشتی یا از نقطه‌ای دیگر نور کافی برای هشتی تأمین نمی‌شد، در بالای در ورودی روزنی قرار می‌دادند. در این موارد معمولاً در هنگام شب نیز فانوس یا چراغی در داخل هشتی و در پشت روزن قرار می‌دادند که هم داخل هشتی و هم بخشی از فضای پیش طاق ورودی را روشن می‌کرد .روزن خانه‌ها یا سایر فضاهای خصوصی یا نیمه خصوصی دارای محافظ بود به نحوی که کسی نتواند ار آنجا به درون خانه راه یابد.برای سایر انوای ورودیها به ندرت روزن می‌ساختند.